# Jim Moody (acteur)
Jim Moody (Portsmouth (Virginia), 25 september 1949) is een Amerikaans acteur.

## Biografie
Moody werd geboren in Portsmouth (Virginia) maar groeide op in New York.
Moody maakte zijn filmdebuut in de film Fame (1980). Hierna heeft hij rollen gespeeld in verschillende films en televisieseries, zoals Lean on Me (1989), New York Undercover (1994), Celebrity (1998), 28 Days (2000) en Law & Order (1993-2005). 
Moody was ook actief als leraar acteren aan de LaGuardia High School of the Performing Arts in New York, waar hij onder andere lesgaf aan Adrian Brody.

## Filmografie

### Films
Uitgezonderd korte films.
- 2000 28 Days – als chauffeur
- 1999 The Best Man – als oom Skeeter
- 1998 Celebrity – als beveiligingsagent
- 1996 Night Falls on Manhattan – als burgemeester Williams
- 1993 Who's the Man? – als Nick Crawford
- 1992 Le Grand Pardon II – als Danny Williams
- 1989 Lean on Me – als mr. Lott
- 1985 Brass – als medische onderzoeker
- 1985 The Last Dragon – als Daddy Green
- 1983 D.C. Cab – als Arnie
- 1983 Bad Boys – als Gene Daniels
- 1982 Fighting Back – als Lester Baldwin
- 1982 Personal Best – als Roscoe Travis
- 1980 First Family – als Justice Haden
- 1980 Fame – als Mr. Farrell

### Televisieseries
Uitgezonderd eenmalige gastrollen.
- 1994 New York Undercover – als Old School – 7 afl.

- Biblioteca Nacional de España: XX1176978
- International Standard Name Identifier: 0000 0001 1933 9678
- Library of Congress Control Number: no2008015143
- Virtual International Authority File: 44097853
- WorldCat: E39PBJdx8jm97Qm8dkJDpHvWDq